# Regimento de Guarnição N.º 2
O Regimento de Guarnição n.º 2 (RG2) é um órgão de base de aprontamento de forças do Exército Português, na dependência hierárquica do Comando da Zona Militar dos Açores (ZMA). Tem a sua sede a em Ponta Delgada e mantém um destacamento permanente em Santa Maria. Tem como principal encargo operacional o aprontamento do 2º Batalhão de Infantaria das Forças da ZMA.
O RG2 foi criado no âmbito da reestruturação orgânica do Exército de 1993, resultando da fusão do antigo Regimento de Infantaria de Ponta Delgada (RIPD) com o antigo Grupo de Artilharia de Guarnição n.º 1 (GAG1).

## Orgânica
O Regimento de Guarnição n.º 2 é comandado por um coronel e compreende organicamente:
- Comando,
- Estado-Maior,
- Batalhão de Formação,
- 2º Batalhão de Infantaria das Forças da Zona Militar dos Açores (2º BI/FZMA).[4]